# Baie Yakutat
La baie Yakutat, en anglais : Yakutat Bay, est une large baie dans le sud de l'État américain d'Alaska. Large de 29 km, elle s'étend vers le sud-ouest de Disenchantment Bay vers le golfe d'Alaska.
La petite ville de Yakutat est sur la côte sud de la baie.
Yakutat est un nom Tlingit rapporté comme Jacootat et Yacootat  par Iouri Lisianski en 1805. Le navigateur français La Pérouse, qui visita la baie en 1786, la nomma « baie de Monti » du nom de l'un de ses officiers, Anne Georges Augustin de Monti. La même année, le capitaine Nathaniel Portlock la nomma Admiralty Bay, tandis que les Espagnols la nommèrent Almirantazgo. Le nom de Bering Bay lui fut aussi donnée sur une hypothétique visite de Vitus Béring en 1741.

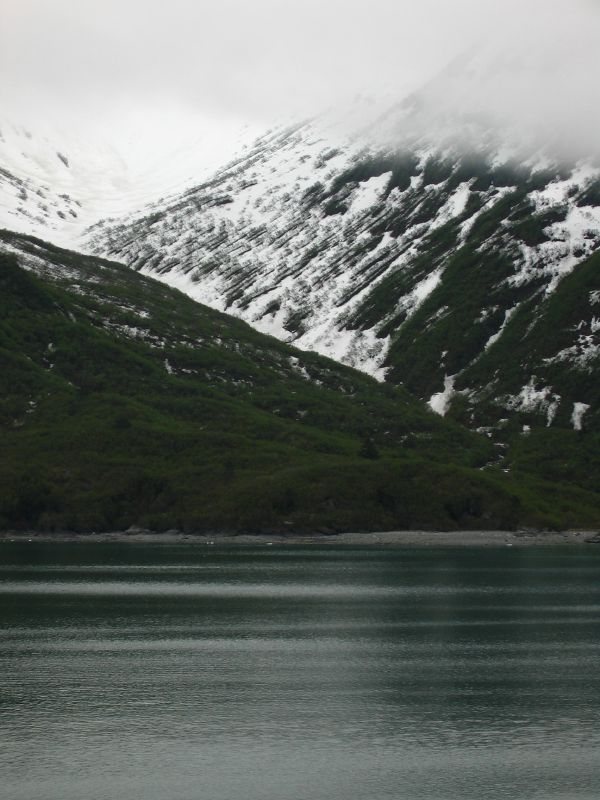
Yakutat Bay.

## Source
- (en) Cet article est partiellement ou en totalité issu de l’article de Wikipédia en anglais intitulé « Yakutat Bay » (voir la liste des auteurs).